# Чижиков (село)
Чижиков (укр. Чижиків) — село в Подберёзцовской сельской общине Львовского района Львовской области Украины.
Население по переписи составляло 1120 человек. Занимает площадь 2,21 км². Почтовый индекс — 81145. Телефонный код — 3230.